# Јуриј Рјазањски
Јуриј Ингваревич (Јуриј Игоревич; рус. Юрий Ингваревич, Юрий Игоревич; погинуо 21. децембра 1237), познатији као Јуриј Рјазањски (рус. Юрий Рязанский), био је велики кнез Рјазањске кнежевине (1235—1237) у време монголског освајања Русије.

## Биографија
Према Причи о томе како је Бату разорио Рјазањ, након што је примио Бату-канове посланике у децембру 1237, кнез Јуриј је упутио свог сина Фјодора да преговара са Монголима, али су руски посланици побијени због своје гордости. Примивши вест о синовој погибији, кнез Јуриј је са својом дружином напао монголски логор на реци Вороњеж, али је малобројна руска војска потучена и потиснута натраг. Кнез Јуриј страдао је са својим народом у монголској опсади Рјазања, 21. децембра 1237.

## Екранизација
Руски филм Легенда о Коловрату, снимљен 2017, заснован је на Причи о томе како је Бату разорио Рјазањ. Улогу кнеза Јурија Рјазањског тумачи руски глумац Алексеј Серебрјаков.